# スタッド・ド・フランスヴィル
スタッド・ド・フランスヴィル（フランス語:Stade de Franceville）はガボン東部の、フランスヴィルに位置する競技場。こけら落としは2011年8月に行われた国際親善試合、ガボン対スーダン。サッカーガボン代表が時折使用する。2012年と2017年のアフリカネイションズカップの開催地の1つでもある。

## アフリカネイションズカップ2012
アフリカネイションズカップ2012では7試合が行われた。
- 1月24日：グループD -  ガーナ 1-0  ボツワナ
- 1月24日：グループD -  マリ 1-0  ギニア
- 1月28日：グループD -  ボツワナ 1-6  ギニア
- 1月28日：グループD -  ガーナ 2-0  マリ
- 1月31日：グループC -  ガボン 1-0  チュニジア
- 2月1日：グループD -  ガーナ 1-1  ギニア
- 2月5日：準々決勝 -  ガーナ 2-1(a.e.t.)  チュニジア

## アフリカネイションズカップ2017
アフリカネイションズカップ2017では8試合が行われた。
- 1月15日：グループB -  アルジェリア 2-2  ジンバブエ
- 1月15日：グループB -  チュニジア 2-0  セネガル
- 1月19日：グループB -  アルジェリア 1-2  チュニジア
- 1月19日：グループB -  セネガル 2-0  ジンバブエ
- 1月22日：グループA -  ギニアビサウ 0-2  ブルキナファソ
- 1月23日：グループB -  セネガル 2-2  アルジェリア
- 1月28日：準々決勝 -  セネガル 0-0(4-5)  カメルーン
- 2月2日：準決勝 -  カメルーン 2-0  ガーナ